# Horus brevipes
Horus brevipes es una especie de arácnido del orden Pseudoscorpionida de la familia Olpiidae.

## Distribución geográfica
Se encuentra en  el sur de África.